# Planes (film)
Planes è un film d'animazione del 2013 diretto da Klay Hall. Prodotto e distribuito da DisneyToon Studios, la pellicola è lo spin-off di Cars - Motori ruggenti.

## Trama
Dusty Crophopper è un aereo agricolo costruito per irrorare i campi del Midwest americano (nella località fittizia di Propwash Junction), con la passione per le gare di volo e per le acrobazie e un sogno nel cassetto: partecipare come aereo da competizione alla più prestigiosa delle gare ad alta quota, il grande Rally Ali intorno al Globo (parodia del Trofeo MacRobertson).
A Lincoln, nel Nebraska, partecipa ad una sessione di qualifiche i cui primi cinque classificati saranno ammessi alla gara, qualificandosi però sesto. Rassegnatosi a rinunciare alla gara, gli viene comunicato dopo qualche giorno di essere stato ripescato in quanto è stato rinvenuto un additivo illegale nel carburante del quinto classificato.
Dusty si prepara quindi all'evento dopo aver convinto il veterano dell'aviazione militare Skipper Riley ad addestrarlo, sebbene non voli più da decenni e il supporto degli amici Chug e Dottie. Dusty tuttavia, abituato a volare a pochi metri da terra sopra i campi, soffre di vertigini, ciononostante diventa abile nel volo veloce a bassa quota. Si reca quindi a New York con il suo team di supporto dove fa conoscenza dei suoi avversari nei box.
La prima tappa del torneo verso l'Islanda risulta subito ardua: Dusty, infatti, soffrendo di vertigini, non può volare alle altitudini più elevate al di sopra dei fenomeni atmosferici ed è quindi costretto ad attraversare il maltempo polare e la pioggia ghiacciata. Nonostante l'ultima posizione in classifica durante la seconda tappa, Dusty si disinteressa della gara per andare in soccorso del concorrente britannico Bulldog, rimasto accecato da una fuoriuscita di olio e aiutarlo in un atterraggio guidato. Inizia quindi a guadagnarsi il rispetto degli avversari e nelle tappe successive, da percorrere a bassa quota dove lui è favorito, risale progressivamente la classifica e la sua notorietà aumenta. Inoltre aiuta El Chupacabra a conquistare Azzurra, guadagnandosi la sua fraterna amicizia. Successivamente, ad una tappa in India, viene invitato da Ishani a visitare il Taj Mahal e lei suggerisce, per la tappa successiva verso il Nepal, di seguire la ferrovia nel fondovalle per non dover essere costretto a sorvolare l'Himalaya. Durante la tappa però Dusty scopre che la ferrovia passa attraverso una stretta galleria, ma per nulla intimorito si infila al suo interno e riesce ad uscire evitando per un soffio il treno che sopraggiunge. Questa tattica oltretutto gli permette di arrivare a destinazione per primo, attirando le ire di Ripslinger, campione in carica e per nulla disposto a cedere lo scettro di campione. Quando poi Dusty vede Ishani sfoggiare una nuova elica dello stesso tipo di quelle che usa Ripslinger, la rimprovera per essersi venduta all'avversario tentando di costringerlo a ritirarsi.
I tentativi di sabotare Dusty però continuano. Zed, sotto il comando di Ripslinger, arriva a danneggiargli l'antenna del sistema di navigazione, a causa di ciò Dusty si perde durante la traversata dell'Oceano Pacifico nella tappa verso Città del Messico. Ormai a corto di carburante, viene intercettato da Echo e Bravo che lo scortano fino alla USS Flysenhower. Lì scopre che, a dispetto dei suoi racconti, Skipper è stato accreditato di una sola missione operativa. Sopraggiunge una tempesta e Dusty riparte in tutta fretta, ma ancora una volta potendo volare solo a bassa quota viene sorpreso dalle mareggiate e riesce a lanciare un SOS prima di inabissarsi. Viene quindi recuperato dalla squadra di soccorso e portato in Messico, dove nel frattempo sono arrivati anche tutti i suoi amici. Tuttavia la sua cellula è gravemente danneggiata e non può continuare la gara. Skipper gli confessa che durante la sua unica missione perse tutti i membri della sua squadriglia a causa di un'imprudenza ed anche se sopravvisse non trovò più la motivazione per volare di nuovo. Dusty rimane profondamente deluso, mentre Skipper, per la vergogna, decide di rimanere lì e non rientrare più a casa.
I suoi avversari però, in virtù del rispetto che si è conquistato, gli forniscono tutti i pezzi necessari per poter essere riparato tra cui le ali di un T-33 e la nuova elica in fibra di carbonio di Ishani. Ripslinger invece è deciso a metterlo fuori combattimento una volta per tutte.
Durante la tappa finale tra Città del Messico e New York, in un tratto del deserto messicano lontano da sguardi indiscreti, tenta di far sfracellare al suolo Dusty, ma interviene Skipper che, sentendo delle cattive intenzioni di Ripslinger e dei suoi scagnozzi, ha trovato la forza di prendere il volo per soccorrere il suo alunno speronando gli avversari. Dallo scontro che ne segue, Ned e Zed rimangono incastrati nelle rocce del canyon, mentre Skipper riporta danni al timone di coda ma riesce a continuare a volare. Dusty si lancia all'inseguimento di Ripslinger in fuga verso il traguardo, ma in quest'ultima tratta giocata sulla velocità pura, la sua aerodinamica ed il suo motore sono spinti al limite e non riesce a tenergli testa. Trova allora il coraggio per salire ad alta quota e sfruttare le correnti a getto per recuperare lo svantaggio per poi tuffarsi in una picchiata vertiginosa sul rettilineo finale. Certo di avere ormai vinto, Ripslinger rallenta e si piega verso le telecamere per essere immortalato meglio e proprio in quel momento Dusty piazza un sorpasso all'ultimo secondo per tagliare infine il traguardo per primo, vincendo così il Rally Ali intorno al Globo. Ripslinger, furioso, si schianta su delle toilette portatili.
Dusty si riunisce ai suoi amici, si riappacifica con Ishani e dopo aver fatto tappa sulla USS Flysenhower insieme a Skipper per celebrare l'ammissione onoraria alla squadriglia dei Jolly Wrenches, i due decollano dalla catapulta della portaerei per fare infine rientro a Propwash Junction.

## Personaggi
- Dusty Crophopper, il protagonista del film, è un aereo agricolo dall'aspetto classico ispirato allo statunitense turboelica Air Tractor AT-502 e ai precedenti Piper PA-36 Pawnee Brave e Cessna 188, sempre di produzione statunitense e al PZL-Mielec M-18 Dromader prodotto in Polonia. Il nome deriva dai termini crop duster, locuzione anglosassone con cui si identifica un aereo agricolo, e hopper, con cui si identifica il contenitore a bordo del velivolo dove è caricata la sostanza da irrorare nei campi.[2]
- Skipper Riley (già visto in Cars Toons), un Chance Vought F4U Corsair, aereo da caccia imbarcato utilizzato soprattutto durante la Seconda guerra mondiale e mentore di Dusty.
- Sparky, un carrello elevatore (già visto in Cars Toons), aiutante di Skipper.
- Ishani, aereo da competizione, campionessa panasiatica indiana basata sull'AeroCad AeroCanard e sul Rutan Long-EZ[3].
- Chug, un'autocisterna. Ha un negozio in comune con Dottie.
- Dottie, un carrello elevatore femminile, meccanica e ha un negozio in comune con Chug.
- Leadbottom, un aereo agricolo biplano ispirato ai vecchi Boeing-Stearman.
- Azzurra, personaggio femminile, aereo da competizione italiana dalle linee sinuose che fa innamorare El Chupacabra. È ispirata al Bay Super V Bonanza (una conversione bimotore del Beechcraft Bonanza con impennaggi a "V"). Nella versione originale il personaggio si chiama Rochelle, è francofona e originaria del Quebec in Canada[4]; infatti, porta i colori del Canada e la foglia d'acero come coccarda. I suoi colori, bandiere e coccarde sono stati adattati a ben 11 nazioni fra cui l'Italia (Azzurra).[5]
- Ripslinger, l'antagonista principale del film, è un aereo da competizione statunitense autocostruito in fibra di carbonio ispirato allo Sharp Nemesys NXT. Pluricampione e vincitore delle ultime precedenti edizioni della competizione aerea.
- Ned e Zed, aerei da competizione, guardaspalle di Ripslinger. Ispirati all'Extra EA-300.
- Bulldog, un de Havilland DH.88 Comet, aereo da competizione britannico.
- El Chupacabra, un Gee Bee Model R aereo da competizione proveniente dal Messico (in realtà è un modello statunitense).
- Bravo ed Echo, due Boeing F/A-18E Super Hornet imbarcati sulla portaerei USS Flysenhower.
- Colin Cowling, il dirigibile commentatore sportivo.
- Roper, un carrello elevatore.
- Franz o dopo la sua trasformazione Fliegenhosen, un'auto volante tedesca ispirata alla Taylor Aerocar.
- Brent Mustangburger, una 1964½ Ford Mustang, commentatore sportivo (già visto in Cars 2).
- Harland, un carrello elevatore.
- Sky Cam 1, un elicottero rosso che riprende la gara nel cielo tedesco.

## Riconoscimenti
- 2013 - International Film Music Critics Awards
  - Candidatura per la miglior colonna sonora in un film d'animazione a Mark Mancina
- 2014 - Annie Award
  - Candidatura per il miglior storyboarding a Jason Hand
- 2014 - Golden Reel Award
  - Candidatura per il miglior montaggio sonoro degli effetti sonori
- 2015 - Artios Award
  - Candidatura per il miglior casting per un film d'animazione a Jason Henkel

## Distribuzione
Il primo teaser trailer in lingua originale del film è stato distribuito sul web il 13 giugno 2011. Il 1º novembre dello stesso anno, il mondo e i protagonisti di Planes sono stati presentati in maniera più approfondita all'interno dell'episodio Cricchetto pilota con brevetto della serie animata Cars Toons (a sua volta spin-off di Cars - Motori ruggenti). Il 25 marzo 2013 è stato diffuso dalla Disney il primo teaser trailer italiano della pellicola. Nonostante Planes fosse stato inizialmente annunciato come prodotto direct-to-video, il film è stato in seguito distribuito anche nelle sale cinematografiche statunitensi il 9 agosto 2013; in Italia, la pellicola è stata distribuita nelle sale il successivo 8 novembre.

## Sequel
Il 30 ottobre 2013 viene diffuso il trailer del sequel, intitolato Planes 2 - Missione antincendio.